# Ústav sociální práce Univerzity Hradec Králové
Ústav sociální práce Univerzity Hradec Králové (anglický název Institute of Social Work) byl založen 1. ledna 2011 jako vysokoškolský ústav a pátá součást Univerzity Hradec Králové. Ústav vznikl vyčleněním sociálních oborů z mateřské pedagogické fakulty. V současné době nabízí bakalářská a jedno navazující magisterské studium zaměřené na oblast sociální práce. Na ústavu studuje v současnosti okolo 600 studentů v prezenční i kombinované formě studia.
Ústav sociální práce je řádným členem Asociace vzdělavatelů v sociální práci.

## Výuka

### Bakalářské studijní obory
- Sociální práce – prezenční i kombinovaná forma
- Sociální práce ve veřejné správě – kombinovaná forma
- Sociální práce s osobami se sníženou soběstačností – kombinovaná forma
- Sociální a charitativní práce – prezenční i kombinovaná forma

### Navazující dvouleté magisterské studijní obory
- Sociální práce – prezenční i kombinovaná forma

## Kontroverze
Bývalým ředitelem ústavu je JUDr. Miroslav Mitlöhner, který rezignoval po zveřejnění jeho výroků proti vrozeně postiženým dětem, což bylo odmítnuto zástupci odborné veřejnosti v oblasti sociální práce.